# Święci Konstantyn i Helena
Święci Konstantyn i Helena (bułg. Св. св. Константин и Елена, Sw. sw. Konstantin i Elena) – najstarsze bułgarskie uzdrowisko nad Morzem Czarnym. Położone jest ok. 10 km na północny wschód od centrum Warny, administracyjnie jest częścią gminy Warna.
W miejscowości znajduje się zabytkowy monaster Świętych Konstantyna i Heleny wzniesiony w XIII-XIV w..
W okresie ludowej (socjalistycznej) Bułgarii uzdrowisko było znane pod nazwą Drużba (bułg. Дружба, tłum. przyjaźń).